# 삼비사 숲
삼비사 숲(Sambisa Forest)은 나이지리아 북동부의 보르노주에 있는 숲이다. 차드 분지 국립공원의 남서부에 있으며, 보르노주의 주도인 마이두구리에서 남동쪽으로 약 60km 떨어져 있다. 면적은 518km2이다.

## 지리
삼비사 숲은 서쪽 수단 사바나의 북동쪽 끝자락과 사헬 사바나의 남쪽 경계에 위치하며, 보르노 주의 주도인 마이두구리에서 남동쪽으로 약 60km 떨어져 있다. 보르노, 요베주, 곰베주, 바우치의 일부 지역과 다라조, 지자와주, 그리고 더 북쪽의 카노주 일부를 차지한다. 남쪽으로는 아스키라/우바, 남서쪽으로는 담보아, 서쪽으로는 콘두가와 제레의 나이지리아 지방 정부 지역에 의해 관리된다.
숲의 이름은 동쪽 그워자 국경에 있는 촌락인 삼비사에서 유래했다. 동쪽의 그워자 언덕은 해발 1,300m의 봉우리를 가지고 있으며, 카메룬-나이지리아 국경을 따라 만다라 산맥의 일부를 형성한다. 이 숲은 계절성 개천을 통해 예드세람강과 응가다강으로 물이 빠져나간다.

## 기후
기후는 덥고 반건조하며, 12월에서 2월 사이에는 최저 온도가 약 21.5°C, 5월에는 최고 약 48°C, 평균 온도는 약 28-29°C이다. 건기는 11월부터 5월까지이며, 우기는 5월부터 9월/10월까지로 연간 강우량은 약 190mm이다.

## 식물상
삼비사 숲은 희박한 초목이 일반적인 나이지리아 북동부의 몇 안 되는 숲 중 하나이다. 대부분의 초목은 수단 사바나의 전형적인 모습이지만, 인간 활동으로 인해 일부 지역은 사헬 사바나와 더 비슷해졌다. 숲은 개방된 삼림과 높이 약 2미터의 짧은 나무와 높이 0.5-1미터의 가시 덤불로 이루어진 매우 빽빽한 식물 구역이 혼합되어 있어 뚫고 들어가기 어렵다. 숲의 주요 나무와 덤불에는 탈로, 고무, 야생 검은 자두, 자작나무, 대추야자, 메스키트, 아카시아, 원숭이 빵나무, 붉은 부시윌로우, 바오밥나무, 자칼베리, 타마린드 및 터미날리아가 포함된다.

### 조류와 포유류
버드라이프 인터내셔널은 삼비사 야생동물 보호구역에서 뿔닭, 프랑콜린, 마을 베짜는새, 아프리카코뿔새, 아라비아느시, 사빌르느시, 아프리카 목도리비둘기, 밤색배찌르레기, 검은숲울새, 수단황금참새를 포함한 62종의 조류가 기록되었다고 보고했다. 이 숲은 또한 나이지리아에서 타조가 마지막으로 남아있는 서식지로 여겨졌다.
2010년 삼비사 야생동물 보호구역에는 개코원숭이, 탄탈루스원숭이, 탄탈루스원숭이, 그림스 다이커, 붉은이마가젤, 아프리카코끼리, 론영양, 하테비스트, 아프리카표범, 점박이하이에나를 포함한 17종의 포유류가 보고되었다. 그러나 밀렵, 연료를 위한 나무 베기, 인간의 농업 활동 침투 및 2013년 이후 보코 하람 지하드주의 단체의 활동으로 인해 그 이후로 그들의 개체수가 감소했다. 2006년 야생동물 보호구역에 대한 항공 조사에서는 단 5종의 대형 야생 동물만 관찰되었다.

## 삼비사 야생동물 보호구역
식민지 시대에는 삼비사 야생동물 보호구역이 숲의 동쪽 부분에 2,258 km2 (872 mi2)의 면적을 차지했다. 나중 보고서에서는 야생동물 보호구역의 크기를 518제곱킬로미터로 보고했지만, 일부 공식 문서에는 마르구바 숲 보호구역이 삼비사 야생동물 보호구역에 포함되어 있었다.
1970년부터 이 보호구역은 사파리에 사용되었다. 이곳에는 많은 수의 표범, 사자, 코끼리, 하이에나가 살고 있어 관광객들이 오두막이나 사파리 롯지에서 관찰할 수 있었다. 1991년, 보르노 주 정부는 이 보호구역을 차드 분지 국립공원에 편입시켰다. 그러나 2013년 2월 보코 하람 반군이 삼비사를 점령한 이후 관리 부재로 인해 동물들이 점차 사라지고, 롯지가 무너지거나 파괴되었으며, 초목이 도로를 침범하고, 강물이 말라버렸다.

## 보코 하람 분쟁
삼비사 숲, 특히 카메룬 국경 근처의 그워자 산악 지역은 지하드주의 단체인 보코 하람의 은신처로 사용되며, 2014년 4월의 치복 여학생 납치 사건의 인질들이 갇혀 있는 곳으로 알려져 있다.
2015년 봄, 나이지리아 육군은 숲에서 보코 하람에 대한 공세를 시작했지만, 숲에 지뢰가 많이 매설되어 있고 무장세력들이 현지 지리에 더 밝아 진격이 늦어졌다. 그럼에도 불구하고 2015년 4월 28일, 삼비사 숲에 있던 보코 하람 캠프 4곳이 나이지리아 군대에 의해 점령되었고, 약 300명의 소녀와 여성이 풀려났지만, 이들은 실종된 치복 여학생들은 아니었다. 2015년 4월 30일, 보코 하람 캠프 13곳이 추가로 파괴되었고, 카우리와 콘두가 근처에서 234명의 여성과 어린이들이 더 풀려났다고 보도되었다.
나이지리아 육군은 2015년 11월 4일 수요일 밤, 제5여단 특수부대 병사들이 보르노주 마르테 지방정부 지역의 하우사리와 바랑가에 있는 보코 하람 캠프를 파괴한 후 용의자 2명을 사살했다고 밝혔다. 군 당국의 공식 성명에 따르면, "탈환된 영토를 지속적으로 장악하고 나이지리아 영토 전체에서 보코 하람의 잔재를 제거하기 위한 노력의 일환으로, 제5여단 특수부대의 전진하는 병사들은 오늘 보르노주 마르테 지방정부 지역의 하우사리와 바랑가에 있는 테러리스트 캠프 5곳을 추가로 제거했다."고 밝혔다.
2016년 5월 18일, 2014년 치복에서 납치된 여학생 중 한 명이 삼비사 숲에서 보코 하람과 싸우던 지역 민병대에 의해 발견되었다고 보고되었다. 또한 218명의 소녀들이 여전히 실종 상태이며, 발견된 소녀는 사망했다고 알려진 6명을 제외하고는 모두 숲에 억류되어 있다고 주장했다.
2021년 5월 19일부터 20일 사이에 IS-서아프리카 주 (ISWAP)가 보코 하람과 격렬한 전투를 벌인 후 숲을 점령했다.
2022년 3월, 나이지리아 군은 삼비사에서 추락한 알파 제트의 잔해를 1년 만에 발견했다.